# Hyena Road
Pour plus de détails, voir Fiche technique et Distribution.
Hyena Road est un film de guerre canadien anglophone de et avec Paul Gross sorti en 2015.

## Synopsis
Afghanistan, province de Kandahar, 2011. Alors qu'il protège la construction d'une route par l'ISAF, un commando des Forces spéciales canadiennes est pris dans une embuscade. Ryan, le chef d'équipe se réfugie avec ses hommes dans un petit village où un étrange personnage les prend sous son aile et leur permet d'échapper aux talibans.

## Fiche technique
- Titre original : Hyena Road
- Titre québécois : Hyena Road : le chemin du combat
- Réalisation : Paul Gross
- Scénario : Paul Gross
- Musique : Asher Lenz, Stephen Skratt
- Direction artistique : David Best
- Décors : Arvinder Greywal
- Costumes : Katelynd Johnston
- Photographie : Karim Hussain
- Montage : David Wharnsby
- Production : Niv Fichman, Paul Gross
- Société(s) de production : Rhombus Media, Bron Studios, Buffalo Gal Pictures, Triple 7 Films
- Société(s) de distribution : Elevation Pictures, pour le Canada
- Pays de production :  Canada
- Langue originale : anglais
- Format : couleur — 1,85:1
- Genre : film de guerre
- Durée : 120 minutes
- Dates de sortie : 
  - Canada : 14 septembre 2015 (TIFF)
  - Canada : 2 octobre 2015 (Edmonton International Film Festival)
  - Canada : 9 octobre 2015
- Classification : 
  - États-Unis : interdit aux moins de 17 ans lors de sa sortie, R (MPAA)$

## Distribution
- Paul Gross : capitaine Pete Mitchell
- Rossif Sutherland (VQ : lui-même) : adjudant Ryan Sanders
- Allan Hawco (en) : Travis
- Christine Horne : capitaine Jennifer Bowman
- Niamatullah Arghandabi : Fantôme ou le Lion du désert